# Macroderes spectabilis
Macroderes spectabilis là một loài bọ cánh cứng trong họ Bọ hung (Scarabaeidae).